# Pëtr Nikolaevič Romanov
Pëtr Nikolaevič Romanov (San Pietroburgo, 10 gennaio 1864 – Antibes, 17 giugno 1931) era il secondo figlio del granduca Nicola il Vecchio e della principessa Alessandra di Oldenburg.

## Biografia

### Infanzia
Nacque il 10 gennaio 1864 a San Pietroburgo dal granduca Nicola il Vecchio e dalla principessa Alessandra di Oldenburg.

### Carriera militare
Come era abitudine per i granduchi russi, anch'egli servì nell'esercito con il grado di Tenente Generale e di Aiutante Generale.

### Matrimonio
Il 26 luglio 1889 sposò la principessa Milica del Montenegro (1866-1951), figlia di Nicola I del Montenegro (1841-1921)
Nel 1907 suo fratello maggiore il granduca Nicola il Giovane sposò la sorella di Milica, la principessa Anastasia del Montenegro (1868-1935), nota come Stana. Le due coppie furono molto influenti e presenti nella vita di corte degli inizi del secolo, meritando il soprannome di dame nere per il loro interesse per l'occulto: dapprima introdussero presso la coppia imperiale un ciarlatano e truffatore di nome monsieur Philippe, e successivamente Grigorij Efimovič Rasputin.
Il principe Feliks Jusupov (1887-1967), che aveva una villa presso loro a Koreiz, una volta descrisse Znamenka, la residenza dei Granduchi a San Pietroburgo come "il centro di un potere maligno"; l'occultismo era però una credenza molto diffusa nelle più alte fasce della società, non solo russa. L'imperatrice madre Maria credette fermamente che la coppia complottasse con Rasputin ed altri per trarre influenza e favori dalla nevrotica zarina Aleksandra Fëdorovna e quest'ultima solo nel 1914 iniziò a riferirsi a loro come alla famiglia nera intuendo di essere stata manipolata.

### Rivoluzione bolscevica ed esilio
La coppia fuggì dalla Rivoluzione d'ottobre e si rifugiò nel sud della Francia, dove il granduca Pëtr morì nel 1931.

## Discendenza
Pëtr e Milica del Montenegro ebbero quattro figli:
- Marina Petrovna (28 febbraio 1892 - 15 maggio 1981), buona pittrice, sposò il principe Aleksander Galitzine;
- Roman Petrovič (17 ottobre 1896 - 23 ottobre 1978), padre del futuro pretendente al trono Nicola Romanovič Romanov;
- Nadežda Petrovna (3 marzo 1898 - 21 aprile 1988), che sposò nel 1919 in Crimea il principe Nikolaj Orlov;
- Sof'ja Petrovna (3 marzo 1898 - 3 marzo 1898): sepolta nel cimitero conventuale a Kiev, dove sua nonna la granduchessa Aleksandra Petrovna era monaca.

## Ascendenza
|                            |                      |                                    | Genitori                                  |  |  | Nonni |  |  | Bisnonni          |  |  | Trisnonni            |  |
|                            |                      |                                    |                                           |  |  |       |  |  | Paolo I di Russia |  |  | Pietro III di Russia |  |
|                            |                      |                                    |                                           |  |  |       |  |  | Paolo I di Russia |  |  | Pietro III di Russia |  |
|                            |                      | Caterina II di Russia              |                                           |  |  |       |  |  | Paolo I di Russia |  |  |                      |  |
| Nicola I di Russia         |                      |                                    |                                           |  |  |       |  |  | Paolo I di Russia |  |  |                      |  |
|                            |                      | Sofia Dorotea di Württemberg       | Federico II Eugenio di Württemberg        |  |  |       |  |  |                   |  |  |                      |  |
|                            |                      | Sofia Dorotea di Württemberg       | Federico II Eugenio di Württemberg        |  |  |       |  |  |                   |  |  |                      |  |
|                            |                      | Sofia Dorotea di Württemberg       | Federica Dorotea di Brandeburgo-Schwedt   |  |  |       |  |  |                   |  |  |                      |  |
| Nikolaj Nikolaevič Romanov |                      | Sofia Dorotea di Württemberg       |                                           |  |  |       |  |  |                   |  |  |                      |  |
|                            |                      | Federico Guglielmo III di Prussia  | Federico Guglielmo II di Prussia          |  |  |       |  |  |                   |  |  |                      |  |
|                            |                      | Federico Guglielmo III di Prussia  | Federico Guglielmo II di Prussia          |  |  |       |  |  |                   |  |  |                      |  |
|                            |                      | Federico Guglielmo III di Prussia  | Federica Luisa d'Assia-Darmstadt          |  |  |       |  |  |                   |  |  |                      |  |
| Carlotta di Prussia        |                      | Federico Guglielmo III di Prussia  |                                           |  |  |       |  |  |                   |  |  |                      |  |
|                            |                      | Luisa di Meclemburgo-Strelitz      | Carlo II di Meclemburgo-Strelitz          |  |  |       |  |  |                   |  |  |                      |  |
|                            |                      | Luisa di Meclemburgo-Strelitz      | Carlo II di Meclemburgo-Strelitz          |  |  |       |  |  |                   |  |  |                      |  |
|                            |                      | Luisa di Meclemburgo-Strelitz      | Federica Carolina Luisa d'Assia-Darmstadt |  |  |       |  |  |                   |  |  |                      |  |
| Pëtr Nikolaevič Romanov    |                      | Luisa di Meclemburgo-Strelitz      |                                           |  |  |       |  |  |                   |  |  |                      |  |
|                            | Giorgio di Oldenburg | Pietro I di Oldenburg              |                                           |  |  |       |  |  |                   |  |  |                      |  |
|                            | Giorgio di Oldenburg | Pietro I di Oldenburg              |                                           |  |  |       |  |  |                   |  |  |                      |  |
|                            | Giorgio di Oldenburg | Federica Elisabetta di Württemberg |                                           |  |  |       |  |  |                   |  |  |                      |  |
| Pietro di Oldenburg        | Giorgio di Oldenburg |                                    |                                           |  |  |       |  |  |                   |  |  |                      |  |
|                            |                      | Ekaterina Pavlovna Romanova        | Paolo I di Russia                         |  |  |       |  |  |                   |  |  |                      |  |
|                            |                      | Ekaterina Pavlovna Romanova        | Paolo I di Russia                         |  |  |       |  |  |                   |  |  |                      |  |
|                            |                      | Ekaterina Pavlovna Romanova        | Sofia Dorotea di Württemberg              |  |  |       |  |  |                   |  |  |                      |  |
| Alessandra di Oldenburg    |                      | Ekaterina Pavlovna Romanova        |                                           |  |  |       |  |  |                   |  |  |                      |  |
|                            |                      | Guglielmo di Nassau                | Federico Guglielmo di Nassau-Weilburg     |  |  |       |  |  |                   |  |  |                      |  |
|                            |                      | Guglielmo di Nassau                | Federico Guglielmo di Nassau-Weilburg     |  |  |       |  |  |                   |  |  |                      |  |
|                            |                      | Guglielmo di Nassau                | Luisa Isabella di Kirchberg               |  |  |       |  |  |                   |  |  |                      |  |
| Teresa di Nassau-Weilburg  |                      | Guglielmo di Nassau                |                                           |  |  |       |  |  |                   |  |  |                      |  |
|                            |                      | Luisa di Sassonia-Hildburghausen   | Federico di Sassonia-Altenburg            |  |  |       |  |  |                   |  |  |                      |  |
|                            |                      | Luisa di Sassonia-Hildburghausen   | Federico di Sassonia-Altenburg            |  |  |       |  |  |                   |  |  |                      |  |
|                            |                      | Luisa di Sassonia-Hildburghausen   | Carlotta di Meclemburgo-Strelitz          |  |  |       |  |  |                   |  |  |                      |  |
|                            |                      | Luisa di Sassonia-Hildburghausen   |                                           |  |  |       |  |  |                   |  |  |                      |  |